# Condition des femmes en Guinée équatoriale
La condition des femmes en Guinée équatoriale, comme dans de nombreux pays africains, est confrontée à des défis culturels et historiques profonds malgré les lois pour l'égalité des sexes, comme la Constitution de 1991. Des initiatives telles que l'éducation des filles et les quotas politiques ont été lancées, mais les normes restrictives persistent, empêchant ainsi les efforts pour surmonter et obstacles et promouvoir une véritable égalité des sexes en Guinée équatoriale et en Afrique.

## Contexte historique

### Temps de l'indépendance et de colonisation
La situation des femmes en Guinée équatoriale a été influencée par l'histoire coloniale et les luttes pour l'indépendance, faisant face à des défis socio-économiques et politiques, avec des inégalités persistantes malgré les avancées. Les politiques coloniales françaises et espagnoles ont souvent marginalisé les femmes, mais des efforts ont été faits pour améliorer malgré les défis, notamment en matière d'éducation, de santé et de participation politique des femmes en Guinée équatoriale.

### Ratification de traités internationaux
La Guinée équatoriale a signé et ratifié le Protocole de Maputo de l'Union africaine en s'engageant ainsi à assurer les droits des femmes, incluant leur participation au processus politique, l'égalité sociale et politique avec les hommes, une plus grande autonomie dans leurs décisions de santé, ainsi que l'élimination des mutilations génitales féminines.

## Problématiques sociales

### Mutilations génitales féminines (MGF)
Les mutilations génitales féminines sont des interventions non médicales pratiquées par des exciseuses traditionnelles sur des jeunes filles âgées de 5 à 9 ans, impliquant la section de parties des organes génitaux externes. Bien que la pratique soit interdite par la loi sur la Santé de la Reproduction, adoptée en 2000, passible d'une peine pouvant aller jusqu'à cinq ans de prison, incrimine et punit pénalement les actes portant atteinte aux droits en matière de santé sexuelle pour visant à accélérer l'élimination des mutilations génitales féminines et de l'excision., ce phénomène demeure ancré dans les traditions malgré les efforts pour l'éradiquer.
La région de l'Afrique de l'Ouest et du Centre se distingue en comptant deux pays sur trois dans le monde affichant la plus forte prévalence de mutilation génitale féminine.
En 2013, un rapport de l'Unicef révèle que la Guinée est le deuxième pays au monde pour les mutilations génitales féminines (MGF), avec un taux de prévalence de 96%, juste après la Somalie (98%). Près de 97% des femmes et des filles âgées de 15 à 49 ans ont subi une forme de MGF. Malgré des mentalités persistantes, plusieurs initiatives telles que des campagnes de sensibilisation, des dialogues communautaires et des lois strictes contribuent à réduire ce fléau.

## Participation à la vie politique
Selon l'Union interparlementaire, parmi les 75 assemblées législatives du continent africain, seules 16 sont dirigées par des femmes, dont la Guinée équatoriale fait partie.
Manuela Roka Botey, première ministre du gouvernement chargée de la coordination administrative, est nommé par le président Teodoro Obiang Nguema Mbasogo.
Jeanne Martin Cissé est la première femme à avoir présidé le Conseil de sécurité des Nations unies en 1972 et décédée le 21 février 2017 à Conakry.
Francisca Tatchouop Belobe, première femme vice-présidente de la Communauté économique des États de l’Afrique centrale (CEEAC), est une ancienne vice-présidente de l’Assemblée nationale.
Mahawa Sylla est la première femme Générale des Forces Armées Guinéennes.
Rita Bosaho, députée espagnole, née en Guinée équatoriale, est la première députée noire de son pays d'adoption. 